# سرداری بیگم
سرداری بیگم (به هندی: Sardari Begum) فیلمی محصول سال ۱۹۹۶ و به کارگردانی شیام بنگال است. در این فیلم بازیگرانی همچون کیرون کهیر، سورکا سیکری، آمریش پوری، راجیت کاپور، راجشواری ساچدف، اوتارا باوکار و راوی جانکال ایفای نقش کرده‌اند.